# Allergie au soja

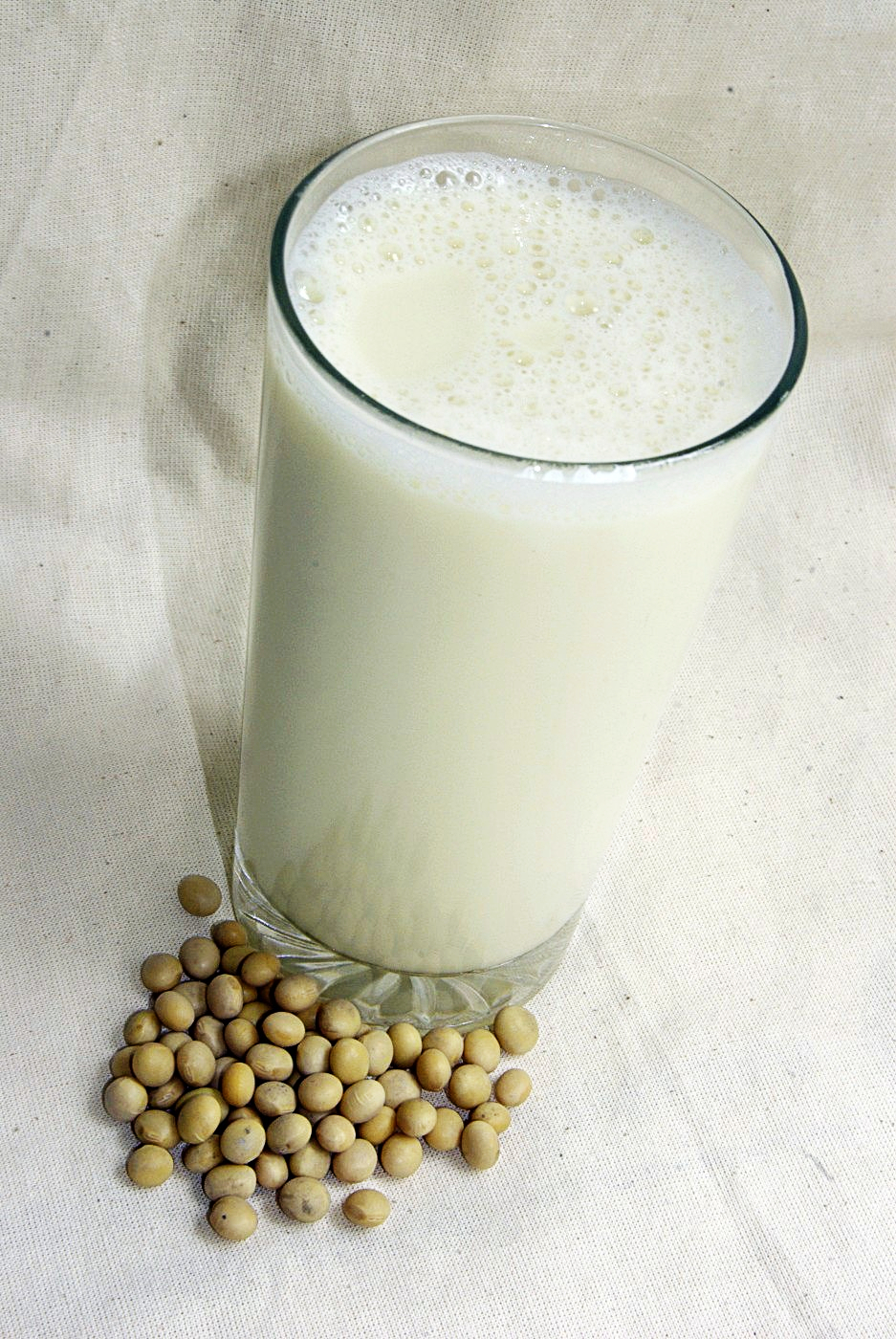
Verre de lait de soja et graines de soja pouvant déclencher l'allergie

L’allergie au soja est un type d'allergie alimentaire. Il s'agit d'une hypersensitivité aux substances et régime alimentaire contenant du soja qui cause une sur-réaction du système immunitaire qui peut entraîner des symptômes physiques chez des millions de personnes. La Fondation américaine contre l'asthme et l'allergie estime que le soja est l'un des huit allergènes les plus communs pour les patients de tous les âges. Il est généralement traité en évitant la consommation de soja et d'aliments qui pourrait en contenir sous la forme d'ingrédients. La forme la plus sévère s'exprime en choc anaphylactique, qui est une urgence médicale requérant une réaction immédiate et la prise d'adrénaline.